# Петренкове (Щастинський район)
Петре́нкове — село в Україні, у Новоайдарській селищній громаді Щастинського району Луганської області. Населення становить 108 осіб.

## Населення
За даними перепису 2001 року населення села становило 108 осіб, з них 88,89% зазначили рідною українську мову, а 11,11% — російську.

## Світлини

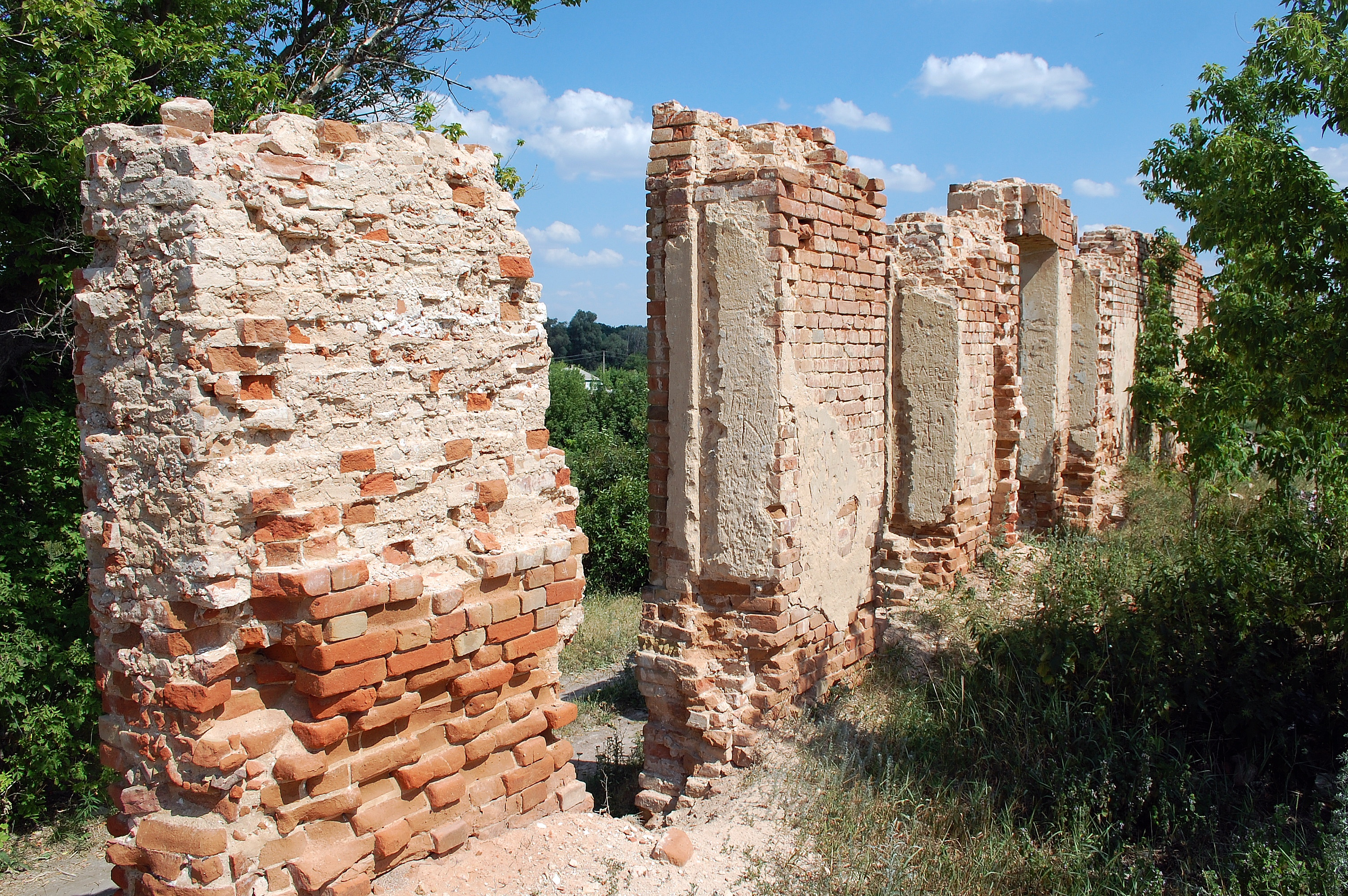
руїни дорадянської школи
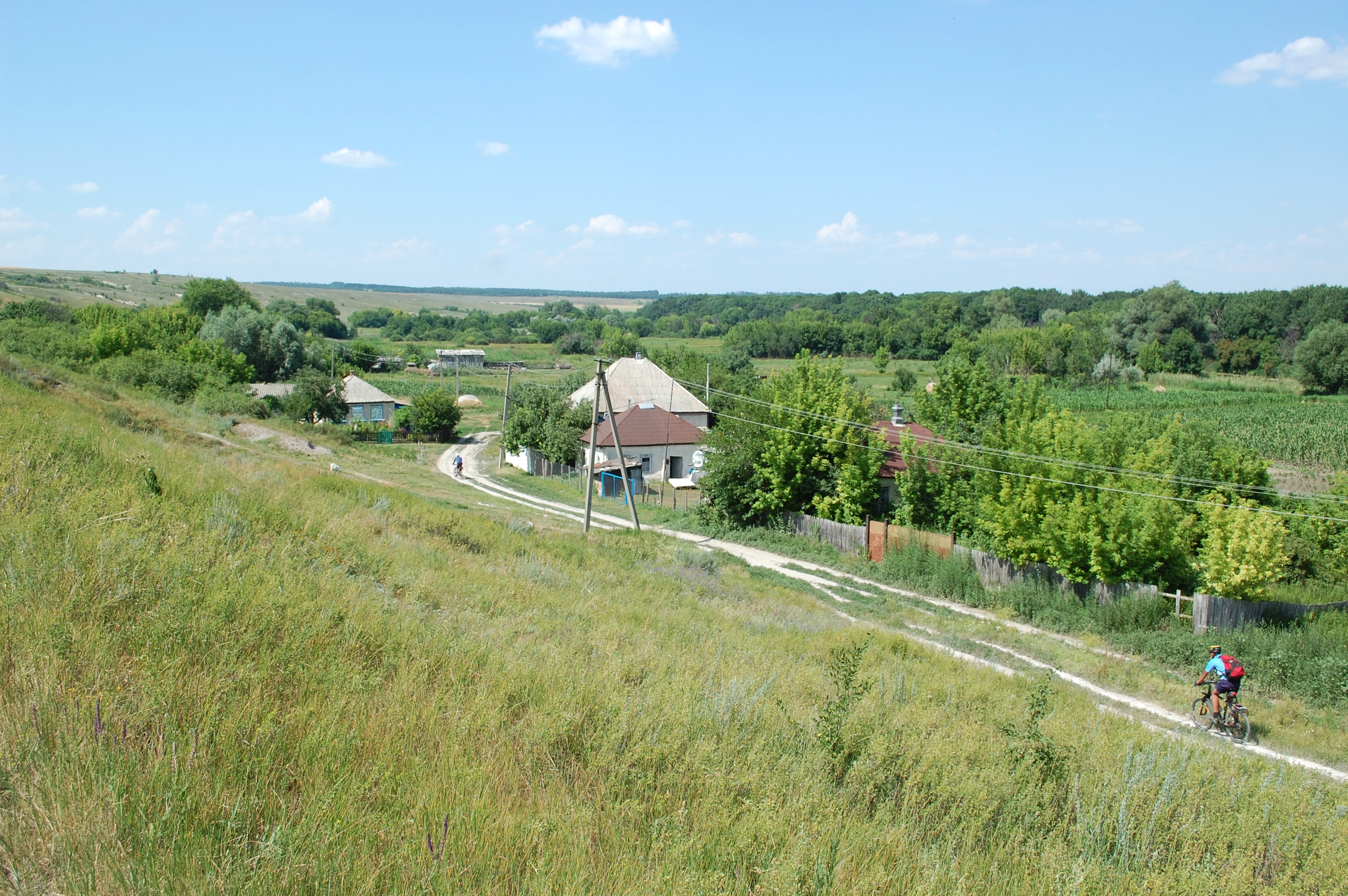
На Лисій горі
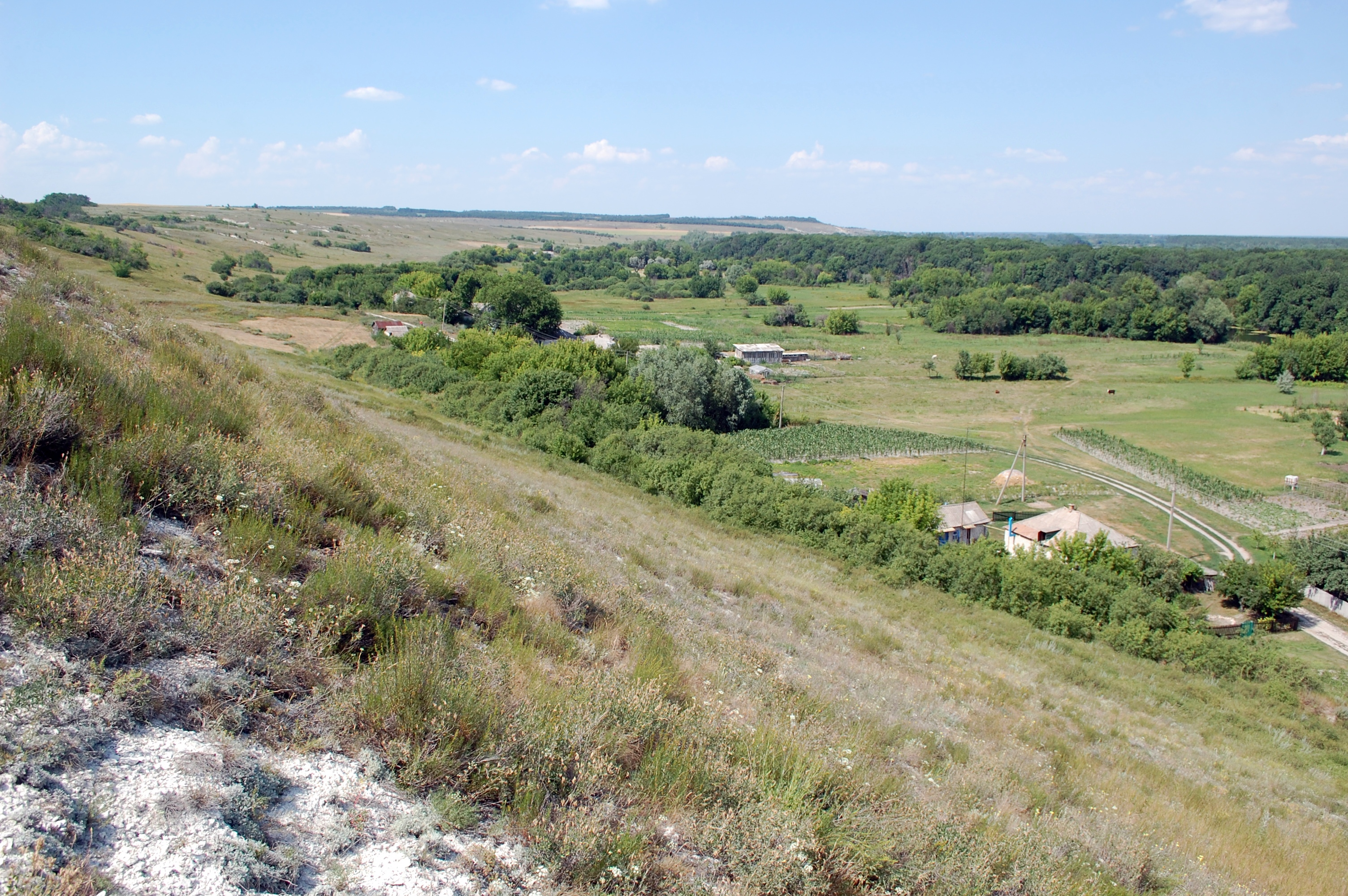
На Лисій горі
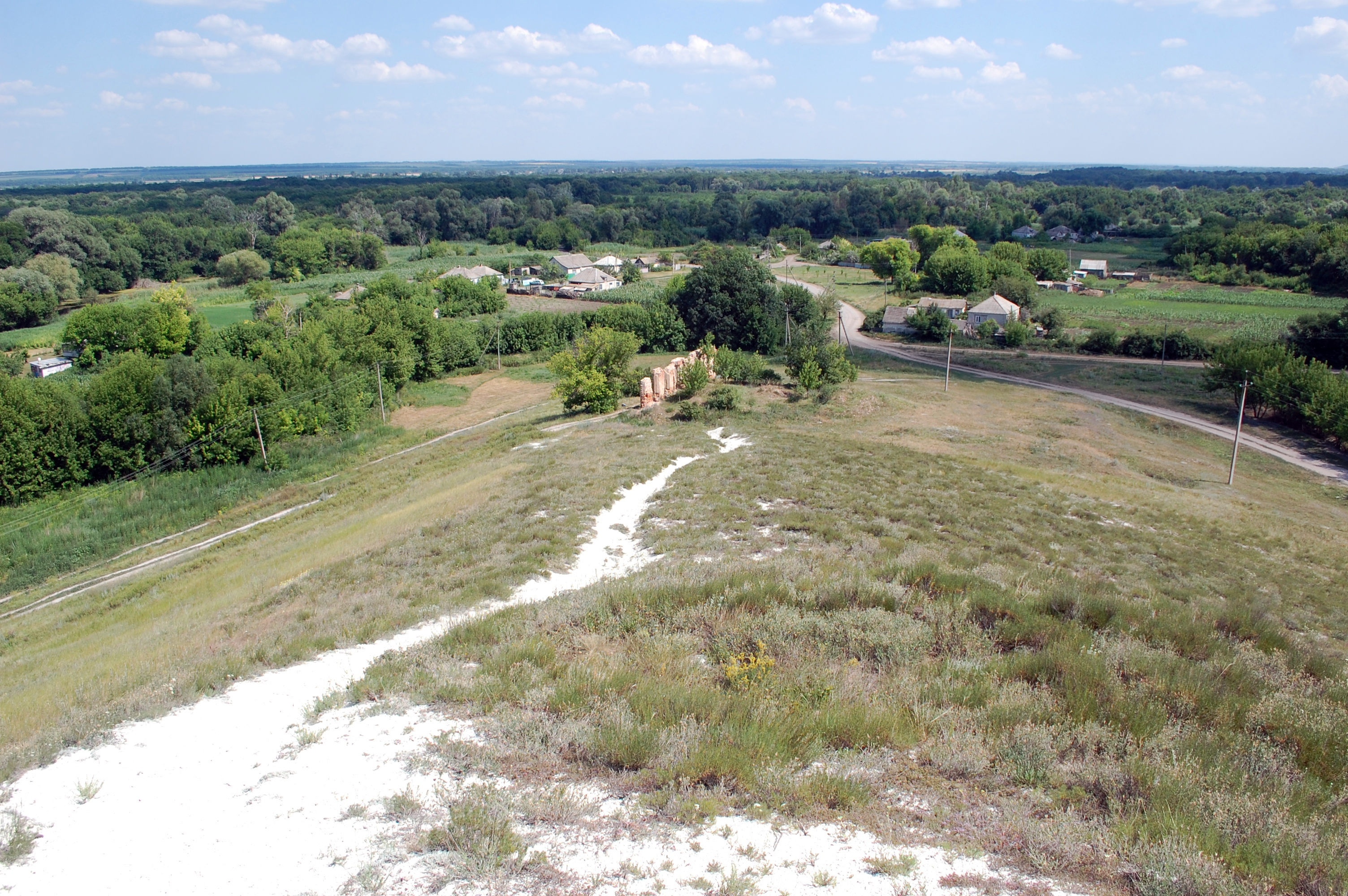
На Лисій горі
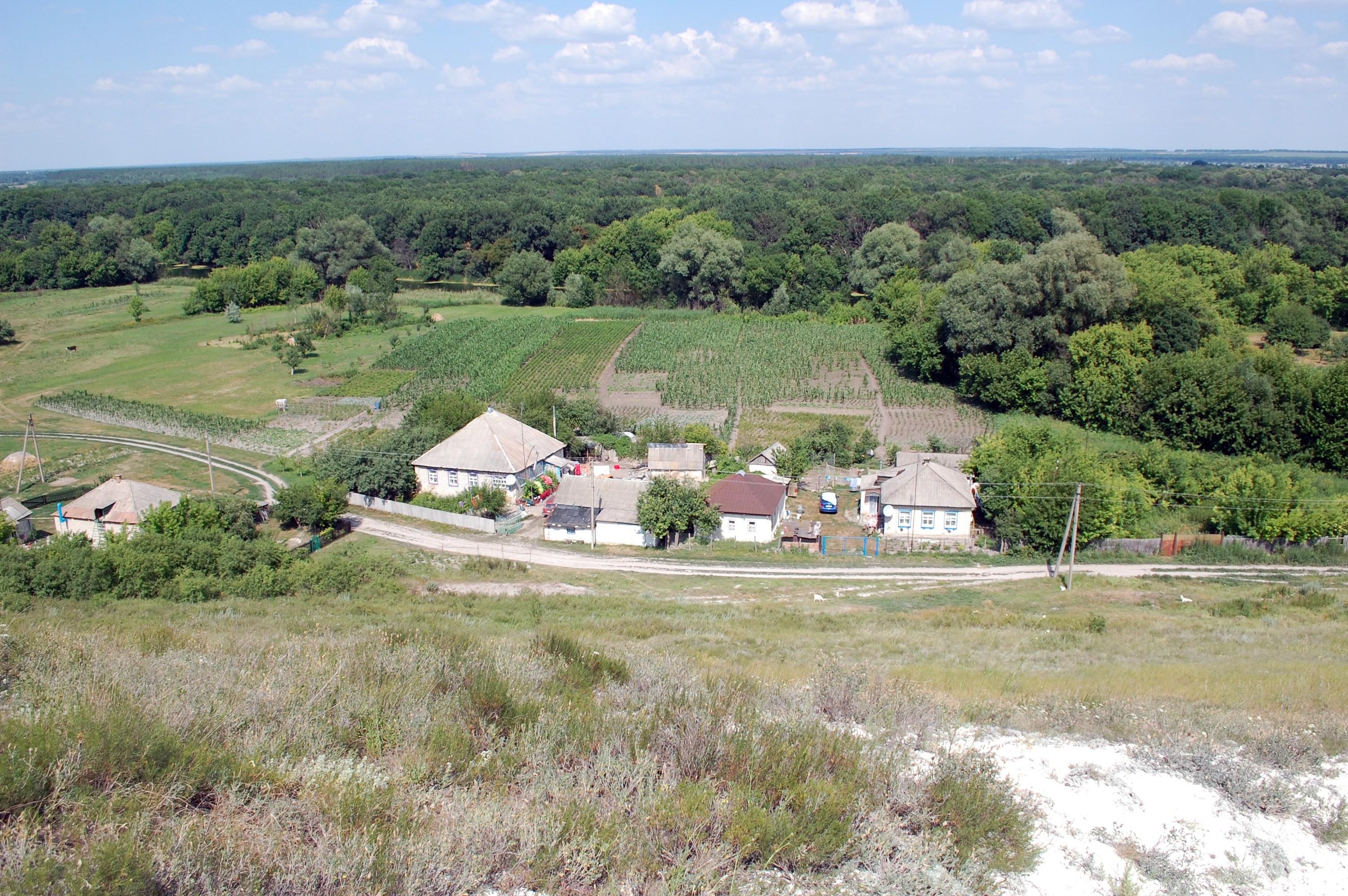
На Лисій горі
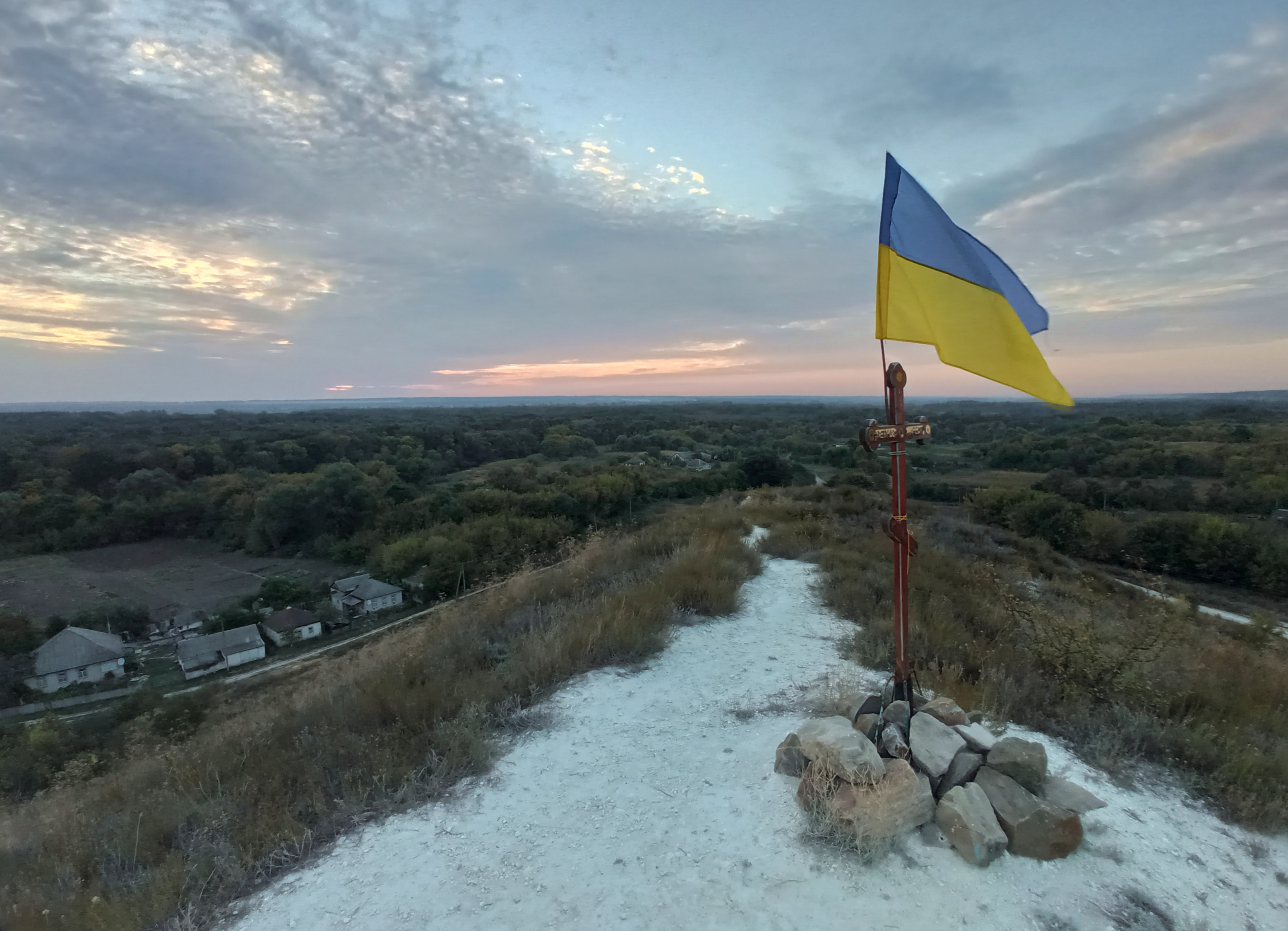
На Лисій горі
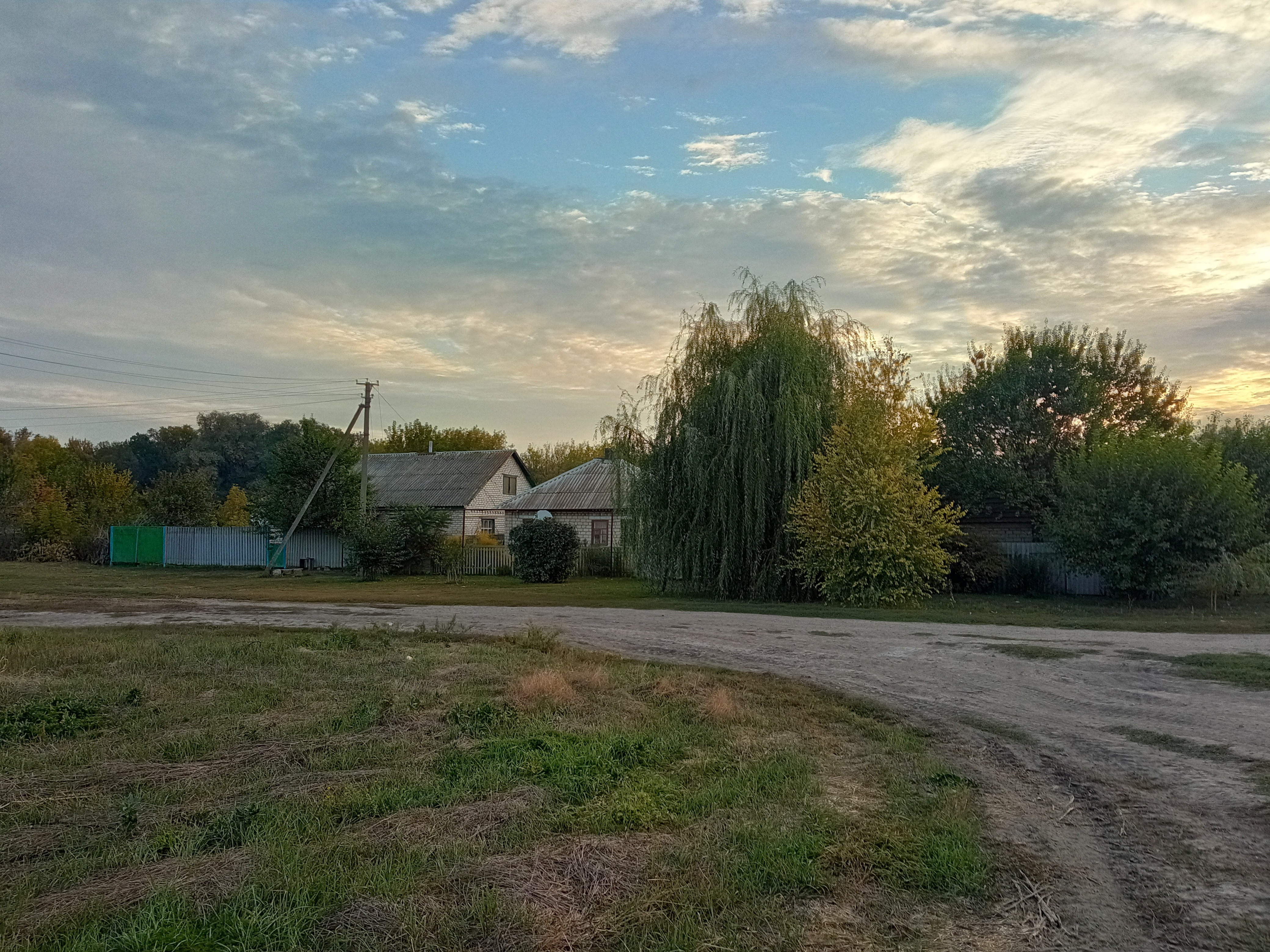
вул. Набережна
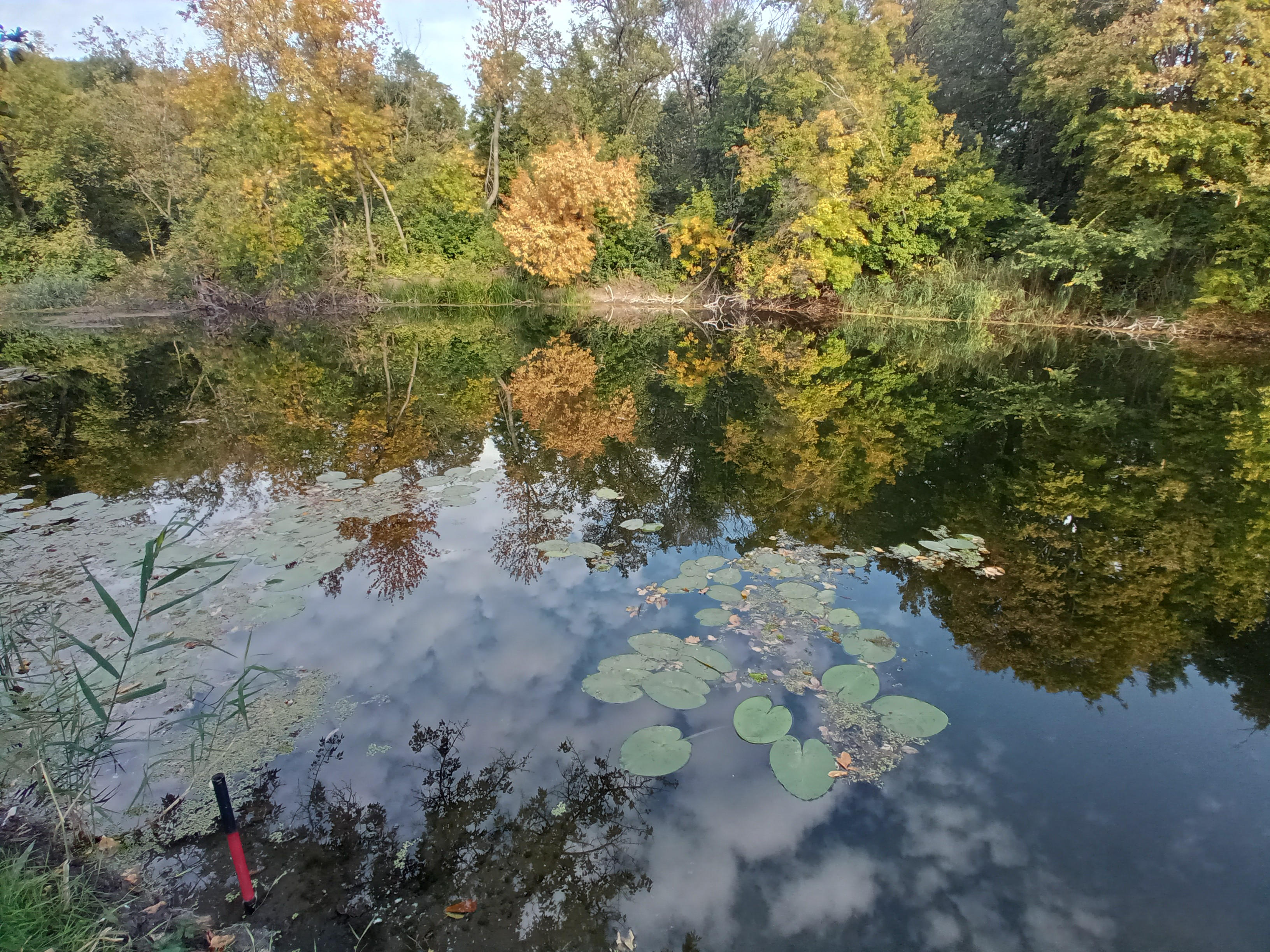
річка Айдар